# (11977) Leonrisoldi
(11977) Leonrisoldi est un astéroïde de la ceinture principale.

## Description
(11977) Leonrisoldi est un astéroïde de la ceinture principale. Il fut découvert le 19 juillet 1995 à Stroncone par l'Observatoire astronomique Santa Lucia de Stroncone. Il présente une orbite caractérisée par un demi-grand axe de 2,33 UA, une excentricité de 0,09 et une inclinaison de 6,2° par rapport à l'écliptique.

## Compléments